# 킹겐
킹겐(본명: 황성훈, 2000년 3월 11일~)은 대한민국의 리그 오브 레전드 프로게이머로 포지션은 탑 라이너이다. 아이디는 Kingen을 사용하고 있다. 현재 농심 레드포스 소속이다.

## 선수 생활
2017년 11월 20일 APK 프린스에 입단하면서 프로 커리어를 시작했다.
2018년 1월, KT 롤스터에 입단했다. 2018년 서머 시즌을 앞두고 엔트리에 합류했다. 2018 서머 시즌 서브 선수로 활동했으며 팀이 서머 시즌 우승을 달성하면서 커리어 첫 우승을 경험했다. 롤드컵 2018에서도 식스맨으로 출전했다.
2019 스프링 시즌에서는 스멥의 서브 선수로 활동하면서 간간히 출전했다. 2019 서머 시즌에서는 주전 탑 라이너로 활동했다. 
2020시즌을 앞두고 비리비리 게이밍에 입단했다. 스프링 시즌에서는 애드와 번갈아가면서 출전했다. 서머 시즌에서는 좋지 못한 모습을 보여주었다.
2021시즌을 앞두고 DRX에 입단했다. 2021 스프링 시즌 팀의 주전으로 출전하면서 팀의 포스트시즌 진출에 기여했다. 시즌 종료 후 서드팀에 선정되었다. 2021 서머 시즌에서는 팀이 좋지 못한 모습을 보이는 가운데 본인도 좋지 못한 모습을 보여주었다.
2022시즌을 앞두고 팀에 잔류했으며 계속해서 팀의 주전 탑 라이너로 시즌을 맞이하게 되었다. 하지만 스프링 시즌과 서머 시즌 모두 불안한 모습을 보여주었다. 리그 오브 레전드 월드 챔피언십 2022에 참가하였으며 대회에서 주전 탑 라이너로 나서게 되었다. 월드 챔피언십에서는 정규시즌에 비해 스텝업을한 모습을 보여주었으며 특히 결승전인 T1전에서는 상대 탑 라이너인 제우스를 압도하는 모습을 기록하면서 팀의 우승에 기여했다. 대회 종료 후 월드 챔피언십 MVP에 선정되었다. 2022시즌 종료 후 FA가 되면서 팀에서 퇴단했다.
2023시즌을 앞두고 한화생명 e스포츠에 입단했다. 이후 팀에서 퇴단했다.
2024시즌을 앞두고 Dplus KIA에 입단했다. 이후 팀에서 퇴단했다.
2025시즌을 앞두고 농심 레드포스에 입단했다.

## 소속팀
| # | 팀명             | 소속 기간               | 소속 리그 | 비고 |
| - | ---------------- | ----------------------- | --------- | ---- |
| 1 | APK 프린스       | 2017.11.20 ~ 2018.01.17 | CK        |      |
| 2 | KT 롤스터        | 2018.01 ~ 2019.11.19    | LCK       |      |
| 3 | 비리비리 게이밍  | 2019.12.09 ~ 2020.11.28 | LPL       |      |
| 4 | DRX              | 2020.11.28 ~ 2022.11.22 | LCK       |      |
| 5 | 한화생명 e스포츠 | 2022.11.25 ~ 2023.11.21 | LCK       |      |
| 6 | Dplus KIA        | 2023.11.23 ~ 2024.11.19 | LCK       |      |
| 7 | 농심 레드포스    | 2024.11.22 ~            | LCK       |      |

## 수상 내역
- 리그 오브 레전드 챔피언스 코리아 서머 2018 우승
- 리그 오브 레전드 월드 챔피언십 2018 8강
- 리그 오브 레전드 월드 챔피언십 2022 우승
- 리그 오브 레전드 월드 챔피언십 2022 최우수 선수